# Saint-Nicolas-de-Sommaire

Saint-Nicolas-de-Sommaire este o comună în departamentul Orne, Franța. În 1 ianuarie 2022 avea o populație de 266 de locuitori.